# Монфи
Монфи, мунфи (исп. Monfí, араб. منفي‎, мунфи — ссыльный, изгнанник) — беглые мудехары и мориски в средневековой Испании.
Упоминаются под этим названием в литературе XVI и XVII веков. Представляли собой группы беглых мавров, которые искали укрытия в горной местности бывшего Гранадского эмирата после его падения под ударами Кастилии. Особенно много монфи появлялось после подавления мусульманских восстаний. Основным их занятием были бандитизм на дорогах и пиратство.
После 1492 многие мудехары сформировали тайные сообщества в горах, где они могли относительно свободно практиковать исламские ритуалы. Альпухарское восстание (1568), в котором участвовали многие монфи, было примером подобной консолидации. В память о них, в небольшом городке Кутар (Малага) ежегодно проходит так называемая Фиеста-дель-Монфи (букв. «Разбойничий праздник»).